# Шойхет Семен Михайлович
Семен Михайлович Шойхет (1 січня 1931, Дубоссари, Молдавська АРСР — 24 грудня 2010, Німеччина) — молдовський радянський архітектор. Заслужений архітектор Молдови, лауреат Державної премії Молдавської РСР в галузі літератури, мистецтва та архітектури (1984).

## Життєпис
Семен Шойхет народився в Дубоссарах, у єврейській сім'ї. Ріс у Воронежі. З початком Німецько-радянської війни батька — Михайла Григоровича Шойхета (1905—1942) — призвано на фронт, де він незабаром загинув, а родина (мати та троє дітей) була евакуйована до Середньої Азії і після війни повернулася до Дубоссар
У 1951—1956 роках навчався на архітектурному факультеті Ташкентського політехнічного інституту, потім працював на залізничному будівництві в Акмолінську і повернувся до Молдавської РСР.
Як провідний архітектор брав участь у розробці генеральних планів розвитку семи міст республіки (Кагула, Комрата, Бендер, Дубоссар, Рибниці, Тирасполя і Леови), згодом — Генерального містобудівного плану Бельців, що змінив обличчя міста, а також генерального плану розвитку Кишинева (керівник проєкту — Роберт Курц, 1969). Протягом більш ніж п'ятдесяти років працював у кишинівському проєктному інституті Урбанпроєкт (колишні назви — Молддіпросільбуд та Молддіпробуд), був головним архітектором інституту.

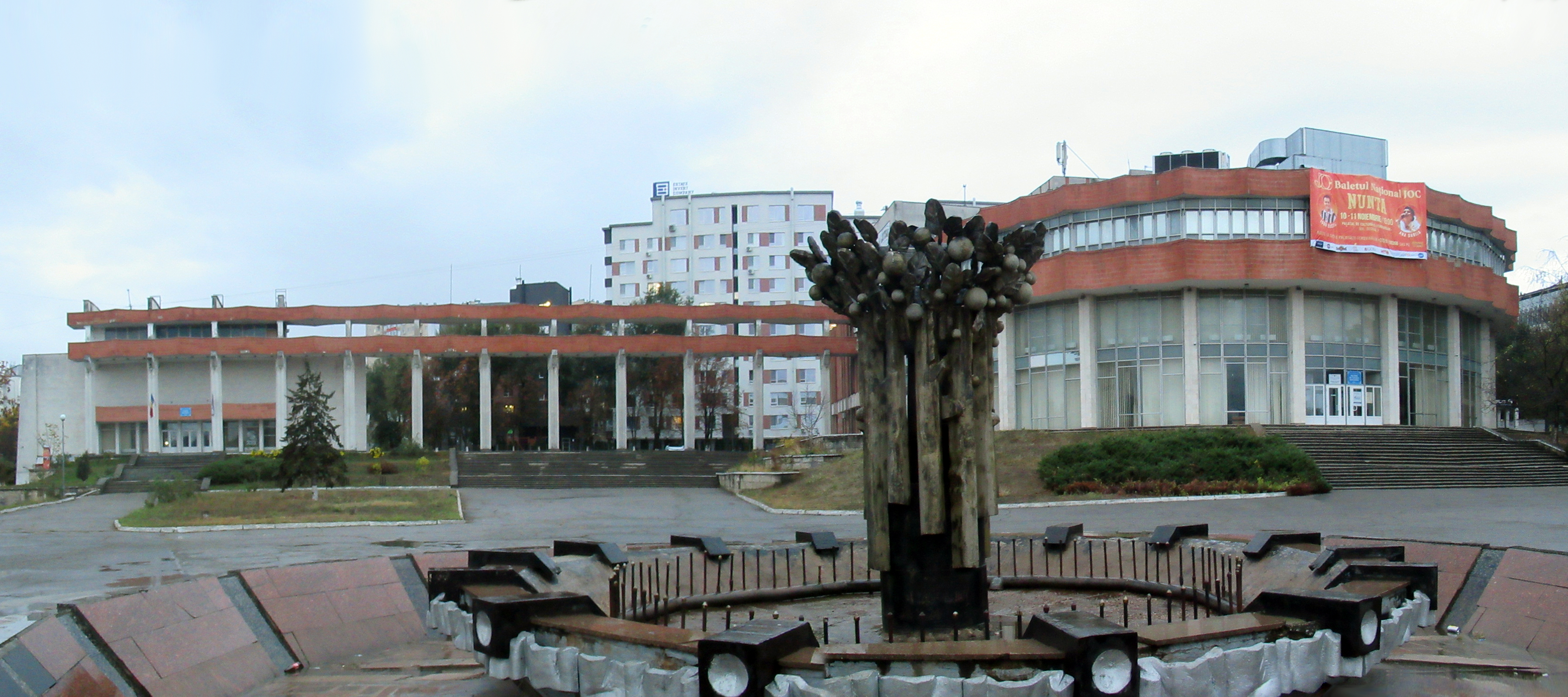
Палац культури залізничників, 1980

Автор проєктів Кишинівського державного цирку (1981, Державна премія МРСР, 1984), міського Палацу культури залізничників (з Б. В. Вайсбейном), будівлі міністерства сільського господарства (з Б. В. Вайсбейном), будівлі молдавської школи № 1 (нині французький ліцей імені Г. Асакі), Будинку друку (з Б. В. Вайсбейном), критого тенісного корту, Національного банку (Держбанк, з Б. В. Вайсбейном), меморіального комплексу жертвам Кишинівського погрому 1903 року в парку «Алунел» (скульптор — Н. М. Епельбаум, 1993), пам'ятника в'язням Кишинівського гетто (на вул. Єрусалимській на місці колишніх воріт гетто, скульптор — Н. М. Епельбаум, 1992), реконструкції меморіалу військової слави «Вічність» (Eternitate, 2006), пам'ятника автомобілістам (2007).

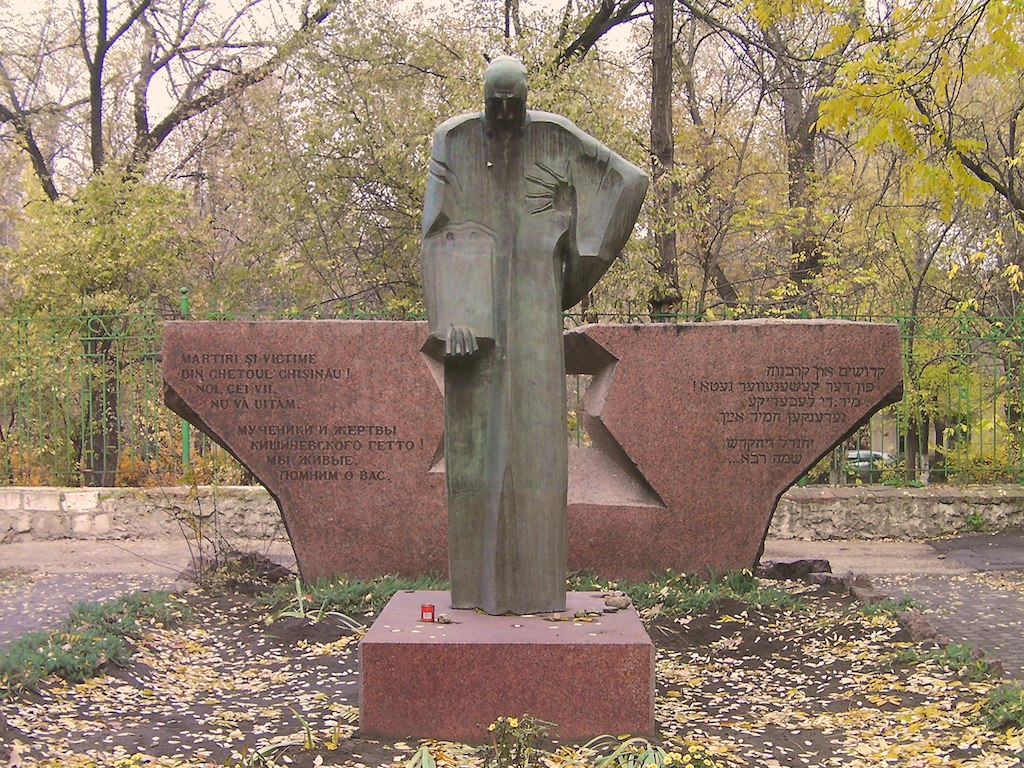
Пам'ятник жертвам єврейського гетто (Кишинів)

Крім кишинівських проєктів, спроєктував центральні площі Тирасполя і Бендер, Меморіал жертвам фашизму в Дубоссарах, пам'ятник жертвам Рибницького гетто (2003), обеліск слави Кіцканський плацдарм на березі Дністра біля села Кіцкани за 10 км від Тирасполя, Меморіальний комплекс «Шерпенський плацдарм» у районі села Шерпень (до 60-річчя Яссько-Кишинівської операції, 2004), будинки культури в Бендерах (з В. П. Меднеком, 1962), Страшенах, Оргієві, низку будівель у цих та інших містах Молдови.
У 1993—2004 роках очолював Асоціацію єврейських організацій та громад Молдови. Нагороджений орденом «Трудова слава», орденом Пошани.
Автор книги «Архітектура Радянської Молдавії» (з А. В. Колотовкіним та Й. С. Ельтманом, Москва: Стройиздат, 1987), наукових статей з архітектури республіки.